# Трёхгорка (футбольный клуб)
«Трёхгорка» — футбольный клуб из Москвы, основанный в 1922 году. Изначально назывался «Спортячейка имени Подвойского при фабрике Трёхгорной мануфактуры» (Ячейка физкультуры Пролеткульта при Трехгорной Мануфактуре). Спортивная ячейка имени товарища Подвойского при фабрике Трехгорной мануфактуры была организована в июле 1922 года . Располагалась в Краснопресненском районе. Клуб существовал при «Трёхгорной мануфактуре», располагался по соседству с «Красной Пресней». Играл на стадионе, который часто менял названия: МКС (1922—1923), «Красная Пресня» (1923—1926), стадион «Трёхгорной мануфактуры» (1926—1937), «Красное знамя» (1937—1958), «Труд» (1958—1971). С 1971 года стадиона не существует. Данный стадион делили с «Красной Пресней» до 1926 года. Клубные цвета: красно-белые.

## Названия
- 1922—1936 год — «Трёхгорка» («Клуб им. III интернационала Краснопресненской Трёхгорной мануфактуры профессионального союза текстильщиков»)[2]

С 1937 года носит название «Красное знамя».

## Достижения
- Чемпионат Москвы
- Чемпион (2): 1927 (в), 1929 (о)
- Вице-чемпион (1): 1928
- Бронзовый призёр (1): 1927 (о)